# Qisas
Qisas (arab. ‏قصاص‎ qiṣāṣ) w Islamie oznacza odwet, polegający na wyrządzeniu takiej samej lub podobnej krzywdy, jaką sprawca wyrządził ofierze, w myśl zasady „oko za oko, ząb za ząb”.
W krajach takich jak Arabia Saudyjska, Iran i Pakistan qisas obowiązuje ze względu na prawo oparte na szariacie.